# 溜池山王站
溜池山王站（日语：／ Tameike-sannō eki */?）是位於日本東京都千代田區永田町二丁目，屬於東京地下鐵的鐵路車站。
本站的付費區與國會議事堂前站的付費區（千代田線月台西端）相連，屬於同一聯絡站。是營團地下鐵（今日的東京地下鐵）南北線開業之際建設的車站，作為與銀座線連絡的車站而設，也是銀座線沿線諸站中最新的車站。

## 概要
此站有銀座線（車站編號：G 06）與南北線（車站編號：N 06）停靠。本站是1997年9月南北線延伸之際建設的車站，是銀座線沿線諸站中最新的車站，也是唯一平成以後開業的車站。
與丸之內線、千代田線停靠的國會議事堂前站可付費區內轉乘，與此站視為同一站。

## 歷史
- 1997年（平成9年）9月30日：南北線通車時（四谷站－溜池山王站間）一同啟用，並設置銀座線車站。當時是南北線終點站。
- 1998年（平成10年）：入選關東車站百選（第二回）。獲選理由是「現代車站刻有站名歷史的公共藝術」（歴史を刻んだ駅名でパブリックアートがあるモダンな駅）。
- 2000年（平成12年）9月26日：南北線延長至目黑站，溜池山王變成中途站。
- 2004年（平成16年）4月1日：伴隨營團地下鐵民營化，成為東京地下鐵車站。
- 2012年（平成24年）10月31日：銀座線引入發車音樂[2]。
- 2015年（平成27年）3月13日：南北線更換發車音樂[3]。
- 2017年（平成29年）9月2日：伴隨赤坂Intercity AIR（日语：赤坂インターシティAIR）大樓的建築工程完工，與該大樓併設的14號出入口開放使用。

### 站名由來
當初暫名為「溜池站」，由於本站位於港區與千代田區交界，港區方希望採用「溜池站」，而千代田區方則希望改為「山王下站」，最後採用合成站名。
「溜池」是過去的一座水池。原為湧水，後築堤儲水（溜める）而得名。因其形狀又稱葫蘆池（ひょうたん池）。神田上水、玉川上水整備前曾用溜池作為水源，也曾作為江戶城外濠之一。1967年實施住居表示以前曾有名為溜池町（之後的赤坂溜池町。現在赤坂一、二丁目各一部分）的町名。住居表示實施後保留於路口名稱以及過去外堀通上的都電站名（溜池停留所，1967年12月廢止。之後由都營巴士（橋89→都01）巴士站、路口名繼承）。
「山王」源自於附近的山王日枝神社（千代田區永田町二丁目）。現存於路口名稱（山王下交差點）以及過去外堀通上的都電站名（山王下停留所，1967年12月廢止。之後由都營巴士巴士站繼承，2000年12月廢止。現在可見於港區社區巴士Chii-Bus赤坂路線站名）。

## 車站
銀座線、南北線皆是1面2線島式月台的地下車站。南北線月台設有月台幕門保護。剪票口位於銀座線之下與南北線上方。銀座線原先並無規劃在此設站，線路與地面直接沒有足夠空間設置大廳才形成上述配置。
銀座線澀谷側月台有連絡通道通往南北線目黑側月台。
南北線月台有全罩式月台門，而赤羽岩淵方向月台有通道通往國會議事堂前站。但從銀座線月台步行前往丸之內線需15分鐘左右，因此在赤坂見附轉乘則較方便。因與國會議事堂前站屬於同一連絡車站，「溜池山王」起訖的乘車券可通過國會議事堂前站剪票口，反之亦然
銀座線淺草方向有2條留置線。深夜有列車從澀谷返回此留置線停放，作為淺草方向的鄰站虎之門站的始發列車。
南北線延伸目黑前因以本站為起點，目黑方向設有轉轍器。另外，僅B線（目黑方向）有本站始發的列車。

### 月台配置
| 月台 | 路線   | 目的地                       |
| ---- | ------ | ---------------------------- |
| 1    | 銀座線 | 赤坂見附、澀谷方向           |
| 2    | 銀座線 | 銀座、淺草方向               |
| 3    | 南北線 | 四谷、赤羽岩淵、浦和美園方向 |
| 4    | 南北線 | 白金高輪、目黑、日吉方向     |

（來源：東京地下鐵:構內圖 （页面存档备份，存于））

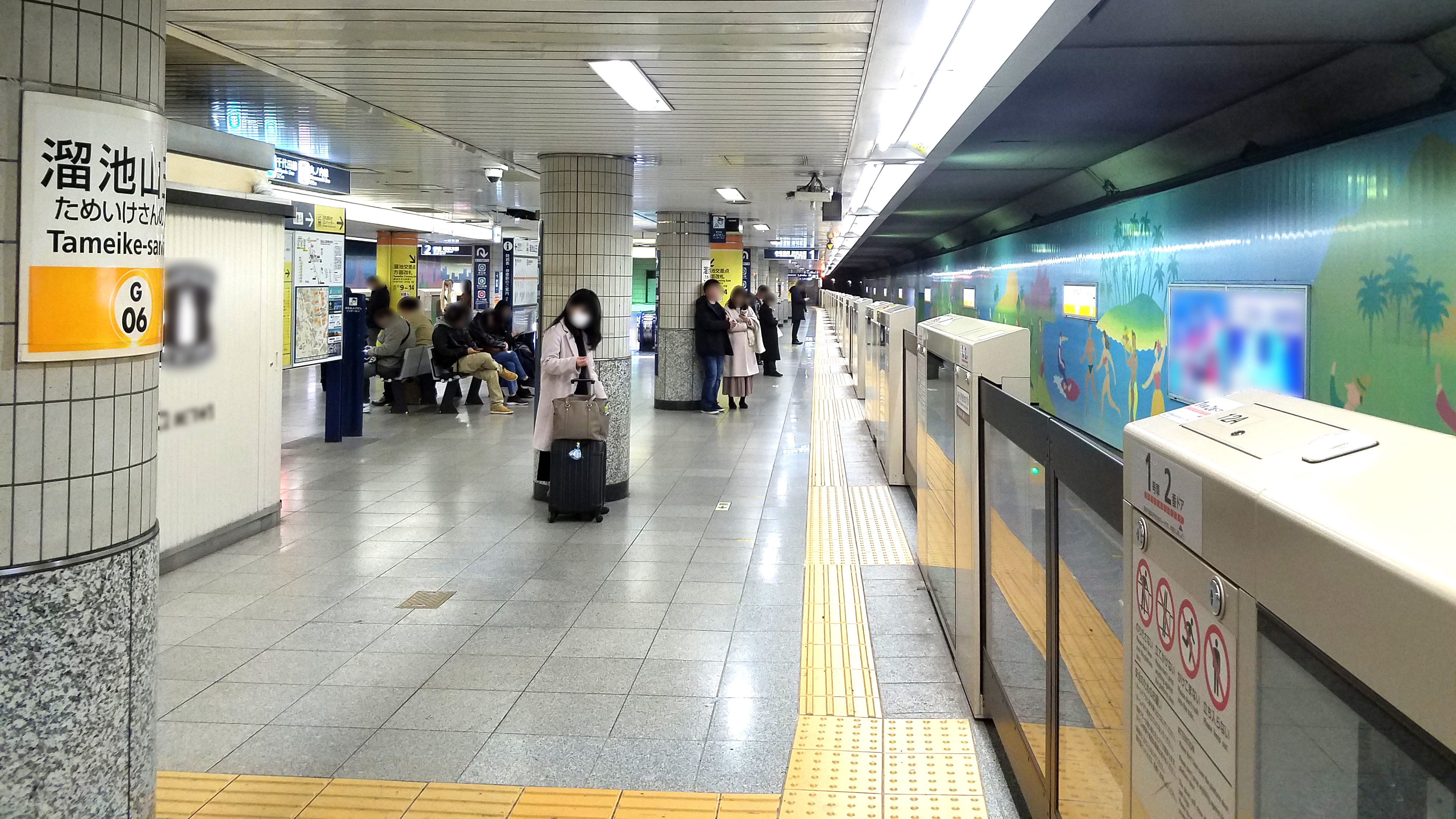
銀座線月台（2019年12月14日攝）
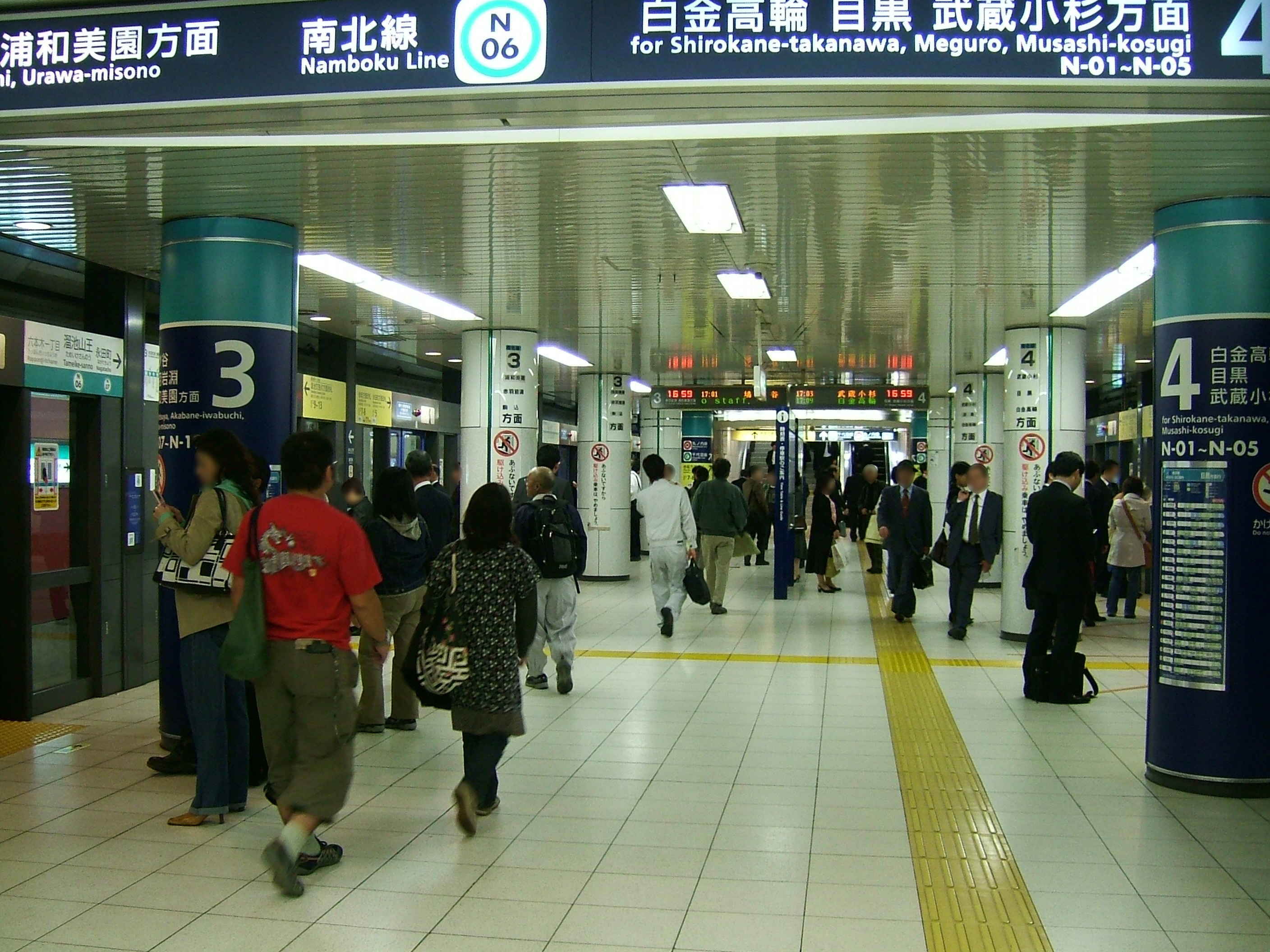
南北線月台（2007年10月31日）

### 出入口
| 出入口                | 往地面 電扶梯 | 照片 | 周邊設施、建物 |
| --------------------- | ------------- | ---- | --- |
| 1                     |               |      | |
| 2                     |               |      | |
| 3                     |               |      | |
| 4                     |               |      | |
| 5                     |               |      | 星陵會館 / 日比谷高等學校                                                                                         |
| 6                     |               |      | 東急凱彼德大飯店 / 東急凱彼德塔                                                                                   |
| 7                     |               |      | 赤坂站（千代田線） / 赤坂Sacas / 赤坂見附站（銀座線、丸之內線） / 山王公園塔 / 總理大臣官邸 / 日枝神社 / 保德信塔 |
| 8                     |               |      | 特許廳 / 內閣官房 / 內閣府                                                                                        |
| 9                     |               |      | 赤坂INTERCITY AIR / 共同通信會館 / 三會堂大樓 / JT大樓 / 虎之門醫院 / 日本財團大樓 / 里索那銀行                   |
| 10                    |               |      | 國際赤坂大樓 |
| 11                    |               |      | 歐力士赤坂2丁目大樓 / Medical Square赤坂                                                                          |
| 12                    |               |      | ATT新館 / NTT赤坂 / 眾議院議員宿舍                                                                                |
| 13                    |               |      | 方舟之丘 / 赤坂1丁目中心大樓 / 東京全日空洲際酒店 / 三得利音樂廳 / 東京大倉飯店                                   |
| 14                    |               |      | 赤坂INTERCITY AIR / 美國駐日大使館                                                                                |
| *出入口有開放時間限制 |               |      | |

## 利用狀況
- 東京地下鐵 - 2017年度1日平均上下車人次為150,373人[利用客数 1]。
東京地下鐵全部130個車站當中排行20位。車站構造上包括國會議事堂前站在內。
  - 若包括東京地下鐵線內的轉乘人次，2017年度各路線1日平均上下車人次如下[* 1]。包括與國會議事堂前站的丸之內線、千代田線的轉乘人次。
    - 銀座線 - 126,894人 - 同線內次於新橋站、日本橋站、澀谷站、表參道站、赤坂見附站、銀座站、上野站排行第8位。
    - 南北線 - 127,711人 - 同線內排行第1位。

### 各年度1日平均上下車人次
開業以來的1日平均上下車人次參見

### 各年度1日平均上車人次
開業以來的1日平均上車人次推移如下表。
| 年度               | 銀座線 | 南北線 | 來源              |
| ------------------ | ------ | ------ | ----------------- |
| 1997年（平成09年） | 17,563 | 6,885  | [ 東京都統計 1 ]  |
| 1998年（平成10年） | 21,312 | 8,597  | [ 東京都統計 2 ]  |
| 1999年（平成11年） | 23,238 | 8,175  | [ 東京都統計 3 ]  |
| 2000年（平成12年） | 29,405 | 10,403 | [ 東京都統計 4 ]  |
| 2001年（平成13年） | 28,685 | 12,145 | [ 東京都統計 5 ]  |
| 2002年（平成14年） | 28,562 | 12,710 | [ 東京都統計 6 ]  |
| 2003年（平成15年） | 27,664 | 12,795 | [ 東京都統計 7 ]  |
| 2004年（平成16年） | 28,184 | 13,638 | [ 東京都統計 8 ]  |
| 2005年（平成17年） | 30,364 | 14,863 | [ 東京都統計 9 ]  |
| 2006年（平成18年） | 31,367 | 16,285 | [ 東京都統計 10 ] |
| 2007年（平成19年） | 32,639 | 17,568 | [ 東京都統計 11 ] |
| 2008年（平成20年） | 31,997 | 18,156 | [ 東京都統計 12 ] |
| 2009年（平成21年） | 30,679 | 17,742 | [ 東京都統計 13 ] |
| 2010年（平成22年） | 29,808 | 17,830 | [ 東京都統計 14 ] |
| 2011年（平成23年） | 31,249 | 18,751 | [ 東京都統計 15 ] |
| 2012年（平成24年） | 33,499 | 19,970 | [ 東京都統計 16 ] |
| 2013年（平成25年） | 32,852 | 19,740 | [ 東京都統計 17 ] |
| 2014年（平成26年） | 31,049 | 18,953 | [ 東京都統計 18 ] |
| 2015年（平成27年） | 31,825 | 19,683 | [ 東京都統計 19 ] |
| 2016年（平成28年） | 32,501 | 20,230 | [ 東京都統計 20 ] |

## 車站周邊
- 外堀通（東京都道405號外濠環狀線）
- 六本木通（東京都道412號霞關澀谷線）
- 首都高速都心環狀線霞關入口（內環、外環）
- 國際赤坂大樓（日语：国際赤坂ビル）
- 小松大樓
  - 小松製作所 本社
  - 小松大樓內郵政局
- ARK Hills（日语：アークヒルズ）
  - ANA Inter Continental Hotel東京（日语：ANAインターコンチネンタルホテル東京）
  - 三得利音樂廳
- 美國駐日大使館
- 黎巴嫩駐日大使館
- 國會議事堂
- 總理大臣官邸
- 眾議院宿舍
- 山王公園塔
  - 消費者廳
  - NTT DOCOMO 本社
  - 山王公園塔內郵政局
- 山王日枝神社
- 東京都立日比谷高等學校（日语：東京都立日比谷高等学校）
- 東急凱彼德大飯店（日语：ザ・キャピトルホテル 東急）[註 1]
- 赤坂雙子塔（日语：赤坂ツインタワー）
- 赤坂Intercity（日语：赤坂インターシティ）
- 東橫INN溜池山王站官邸南
- 日經廣播電台（日經電台）
- 赤坂通郵政局
- 日本自行車會館
- 赤坂Sacas
  - TBS放送中心
  - 赤坂Biz塔樓大廈
  - 赤坂BLITZ
  - 赤坂ACT劇場（日语：赤坂ACTシアター）

## 巴士路線
最近的巴士站為Chii-bus赤坂線的溜池山王站與六本木通的溜池站。以下的路線直通至此，分別由富士特快以及東京都交通局（都營）負責營運。
溜池山王站
- Chii-bus赤坂線：赤坂見附站、赤坂地區綜合支所前、青山一丁目站前、赤坂八丁目、六本木新城方向（富士特快）

溜池
- 都01系統（日语：都営バス渋谷営業所#都01・RH01・深夜01系統（グリーンシャトル））：往澀谷站前、新橋站（都營）
- 深夜01系統（日语：都営バス渋谷営業所#都01・RH01・深夜01系統（グリーンシャトル））：往澀谷站前、新橋站北口（都營）

大江戶線全線通車（2000年12月12日）前，東京都交通局還營運四80系統與反96系統（2011年與現在不同），途經溜池站。

## 其他
- 本站開業前的1997年5月，當時的營團地下鐵曾在此舉辦電影試映會。
- 本站南北線側剪票口直通的山王公園塔是NTT docomo本社所在地，因此往銀座線、南北線的階梯旁皆有NTT docomo的大型廣告。

## 相鄰車站
東京地下鐵
 銀座線
赤坂見附（G 05）－溜池山王（G 06）－虎之門（G 07）
 南北線
六本木一丁目（N 05）－溜池山王（N 06）－永田町（N 07）

### 利用狀況資料來源
地下鐵1日平均使用人數
1. ↑  各駅の乗降人員ランキング （页面存档备份，存于） - 東京メトロ

地下鐵統計資料
1. ↑  各種報告書 （页面存档备份，存于） - 関東交通広告協議会
2. ↑  .   [2016-04-29]. （原始内容存档于2016-04-01）.
3. ↑  行政資料集 （页面存档备份，存于） - 港区
4. ↑  行政基礎資料集 （页面存档备份，存于） - 千代田区

東京都統計年鑑
1. ↑  .   [2016-04-29]. （原始内容存档于2016-03-04）.
2. ↑  東京都統計年鑑（平成10年）PDF
3. ↑  東京都統計年鑑（平成11年）PDF
4. ↑  .   [2016-04-29]. （原始内容存档于2016-03-04）.
5. ↑  .   [2016-04-29]. （原始内容存档于2016-03-04）.
6. ↑  .   [2016-04-29]. （原始内容存档于2017-07-29）.
7. ↑  .   [2016-04-29]. （原始内容存档于2017-07-29）.
8. ↑  .   [2016-04-29]. （原始内容存档于2017-07-29）.
9. ↑  .   [2016-04-29]. （原始内容存档于2017-07-29）.
10. ↑  .   [2016-04-29]. （原始内容存档于2017-07-29）.
11. ↑  .   [2016-04-29]. （原始内容存档于2017-07-29）.
12. ↑  .   [2016-04-29]. （原始内容存档于2017-07-29）.
13. ↑  東京都統計年鑑（平成21年）
14. ↑  東京都統計年鑑（平成22年）
15. ↑  東京都統計年鑑（平成23年）
16. ↑  東京都統計年鑑（平成24年）
17. ↑  東京都統計年鑑（平成25年）
18. ↑  東京都統計年鑑（平成26年）[永久]
19. ↑  東京都統計年鑑（平成27年）[永久]
20. ↑  東京都統計年鑑（平成28年）[永久]

## 外部連結
- 溜池山王/G06/N06 | 路線・車站資訊 | 東京地下鐵